# Latin Grammy Awards 2008
La cérémonie des neuvièmes Latin Grammy Awards a eu lieu le 13 novembre 2008 au Toyota Center de Houston au Texas et a été diffusée sur Univision.

## Artistes ayant joué lors de la cérémonie
- Sepultura
- Kany García
- Cafe Tacvba
- Gilberto Santa Rosa
- Alejandra Guzmán
- Olga Tañón
- Julieta Venegas
- Vikki Carr
- Flex
- Gian Marco
- Belinda
- David Lee Garza
- Juanes
- Rosario
- Bryan Rangel
- Donovan Rodriquez
- Banda El Recodo
- Jorge Celedón & Jimmy Zambrano
- Fonseca
- Jenni Rivera
- Lupillo Rivera
- Michael Salgado
- Los Tigres Del Norte
- Tommy Torres
- El Mariachi Vargas
- Emiliano Zuleta
- John Legend
- Gloria Estefan
- Jose Feliciano
- Carlos Santana
- Antonio Carmona
- Jeremias
- Victor Manuelle
- Fernando Otero

## Présentateurs
- Daniela Castro
- César Évora
- Eduardo Santamarina
- Ednita Nazario
- Ximena Sariñana
- Juan Luis Guerra
- Buika
- Karyme Lozano
- Eugenio Siller
- Mayrín Villanueva
- Alexis & Fido
- Cabas
- Kenny G
- Kudai
- Montserrat Olivier
- Bobby Pulido
- Vicky Terrazas
- Marisol Terrazas
- Pesado
- Adriana Fonseca
- Andy Garcia
- Maria Elena Salinas

## Vainqueurs

### Disque de l'année
- "Me Enamora" — Juanes

### Album de l'année
- La Vida... Es un Ratico — Juanes

### Chanson de l'année
- "Me Enamora" — Juanes

### Meilleure révélation
- Kany García

### Meilleur album de chanteuse de pop latino
- Cualquier Día — Kany García

### Meilleur album de chanteur de pop latino
- La Vida... Es un Ratico — Juanes

### Meilleur album de duo ou groupe de pop latino
- Fantasía Pop — Belanova

### Meilleur album d'urban
- Los Extraterrestres — Wisin y Yandel

### Meilleure chanson d'urban
- "Te Quiero" — Flex

### Meilleur album solo de rock latino
- La Lengua Popular — Andrés Calamaro

### Meilleur album du duo ou groupe de rock latino
- Eternamiente — Molotov

### Meilleur chanson de rock latino
- "Esta Vez" — Café Tacvba

### Meilleur album alternatif
- MTV Unplugged — Julieta Venegas

### Meilleur chanson alternative
- "Volver a Comenzar" — Café Tacvba

### Meilleur album desalsa
- El Cantante — Marc Anthony

### Meilleur album deCumbia/Vallenato
- Sólo Clásicos — Peter Manjarrés, Emiliano Zuleta y Sergio Luis

### Meilleur album de musique tropicale
- Señor Bachata — José Feliciano

### Meilleur album de musique tropicale traditionnelle
- 90 Millas — Gloria Estefan

### Meilleur chanson tropicale
- "Píntame de Colores" — Gloria Estefan,

### Meilleur album d'auteur-compositeur-interprète
- Rodolfo — Fito Páez

### Meilleur album de ranchera
- Para Siempre — Vicente Fernández

### Meilleur album de banda
- Ayer, Hoy y Siempre — Los Horóscopos de Durango

### Meilleur album Tejana
- De Nuevo — Emilio Navaira

### Meilleur album de Norteña
- Six Pack — Siggno

### Meilleure chanson mexicaine
- "Estos Celos" — Joan Sebastian

### Meilleur album instrumental
- Orquesta Filarmómoca de Bogotá - 40 Años — Orquesta Filarmónica de Bogotá

### Meilleur album folk
- Caballo! — Cholo Valderrama

### Meilleur album detango
- Buenos Aires, Días y Noches de Tango — Varios Artists

### Meilleur album deflamenco
- Una Guitarra En Granada — Juan Habichuela

### Meilleur album delatin jazz
- Afro Bop Alliance — Caribbean Jazz Project featuring Dave Samuels

### Meilleur album de musique chrétienne en espagnol
- Tengo Sed de Tí — Soraya Moraes

### Meilleur album de musique chrétienne en portugais
- Som Da Chuva — Soraya Moraes

### Meilleur album de pop brésilienne
- Sim — Vanessa Da Mata

### Meilleur album derock brésilien
- Cidade Cinza — CPM 22

### Meilleur album deSamba/Pagode
- Acústico MTV — Paulinho da Viola
- Samba Meu — Maria Rita

### Meilleur album de "MPB" (Música Popular Brasileira)
- América Brasil o Disco — Seu Jorge

### Meilleur album romantique
- .com Você — César Menotti & Fabiano
  - Coração Bandido — Leandro e Leonardo était nommé

### Meilleur disque de musique brésilienne "roots"
- Qual O Assunto Que Mais Lhe Interessa?' — Elba Ramalho

### Meilleur album de musique brésilienne "roots"
- Grandes Clássicos Sertanejos Acústico I — Chitãozinho & Xororó

### Meilleure chanson brésilienne
- "Som Da Chuva" — Marco Moraes & Soraya Moraes

### Meilleur album brésilien pour enfants
- El Heredero — Miguelito

### Meilleur album classique
- Pasión Española — Plácido Domingo

### Meilleur composition classique
- "Concierto del Sol" - Carlos José Castro
- "Tahhiyya Li Ossoulina" - Sérgio Assad

### Meilleur compilation
- Buenos Aires, Días y Noches de Tango — Various Artists

### Meilleur ingénieur du son pour un album
- Dentro Do Mar Tem Rio - Ao Vivo — Maria Bethânia

### Producteur de l'année
- Sergio George
  - El Cantante — Marc Anthony
  - "Historia de Taxi" — Ricardo Arjona featuring Marc Anthony
  - "La Vida Se Va" — Gloria Trevi
  - "Mi Mayor Sacrificio" — Tito Nieves & Marco Antonio Solís
  - "Quiero Decirte Que Te Amo" — DLG featuring Ness
  - "Toro Mata" — DLG featuring Napoles & Ness

### Meilleur clip
- "Me Enamora" — Juanes

### Meilleur vidéo musicale
- "MTV Unplugged" — Julieta Venegas